# Bruno Ntep
Bruno Ntep (8 de noviembre de 1980) es un deportista francés que compitió en taekwondo. Ganó una medalla de bronce en el Campeonato Mundial de Taekwondo de 2005 y dos medallas en el Campeonato Europeo de Taekwondo, oro en 2004 y bronce en 2005.

## Palmarés internacional
| Campeonato Mundial | Campeonato Mundial    | Campeonato Mundial | Campeonato Mundial |
| Año                | Lugar                 | Medalla            | Categoría          |
| ------------------ | --------------------- | ------------------ | ------------------ |
| 2005               | Madrid (España)       | Medalla de bronce  | –84 kg             |
| Campeonato Europeo |                       |                    |                    |
| Año                | Lugar                 | Medalla            | Categoría          |
| 2004               | Lillehammer (Noruega) | Medalla de oro     | –84 kg             |
| 2005               | Riga (Letonia)        | Medalla de bronce  | –84 kg             |